# Cottonwood Falls
Cottonwood Falls är administrativ huvudort i Chase County i Kansas. Enligt 2020 års folkräkning hade Cottonwood Falls 851 invånare.

## Kända personer från Cottonwood Falls
- Dudley Doolittle, politiker